# 瑟勒河畔科隆比耶
瑟勒河畔科隆比耶（法語：Colombiers-sur-Seulles，法語發音：[kɔlɔ̃bje syʁ sœl] ⓘ）是法国卡尔瓦多斯省的一个市镇，属于巴约区。

## 地理
瑟勒河畔科隆比耶（49°17'35"N, 0°30'42"W）面积3.29 平方千米，位于法国诺曼底大区卡爾瓦多斯省，该省份为法国西北部沿海省份，北濒大西洋英吉利海峡，东北与滨海塞纳省以海上边界相接，东临厄尔省，南至奧恩省，西与芒什省接壤。
与瑟勒河畔科隆比耶接壤的市镇（或旧市镇、城区）包括：邦维尔、滨海圣克鲁瓦、瑟勒河桥村。

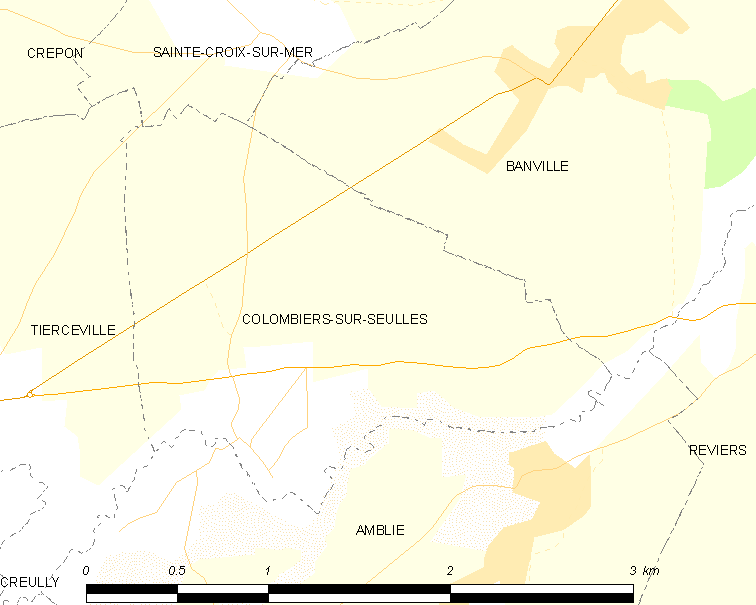
瑟勒河畔科隆比耶的OSM定位图

瑟勒河畔科隆比耶的时区为UTC+01:00、UTC+02:00（夏令时）。

## 行政
瑟勒河畔科隆比耶的邮政编码为14480，INSEE市镇编码为14169。

## 政治
瑟勒河畔科隆比耶所属的省级选区为蒂和米县。

## 人口

1962-2008年间瑟勒河畔科隆比耶人口变化图示

瑟勒河畔科隆比耶于2022年1月1日时的人口数量为153人。